# Lacul Lia
Lacul Lia este un lac glaciar situat în Parcul Național Retezat din Munții Retezat (Carpații Meridionali, România), la altitudinea de 1910 m. Are o suprafață de 13.300 m2 și o adâncime maximă de 4,30 m, adâncimea medie de 1,20 m, volumul de apă este de 15.926 m3. 
Are o formă triunghiulară, cu o baza de cca. 130 m și o înălțime de cca. 150 m. Este alimentat de izvoarele ce coboară din șirul de lacuri ale Zănoagei și, respectiv, ale Căldării Bucura. Apa se scurge din vârful triunghiului lacului printr-un emisar, aruncându-și apele printre stânci, formând Izvorul Bucura. Este populat cu păstrăv de munte. 